# Данг
Данг (гудж. ડાંગ જિલ્લો; англ. Dang) — округ в индийском штате Гуджарат. Административный центр — город Ахва. Площадь округа — 1764 км². По данным всеиндийской переписи 2011 года население округа составляло 226 769 человек (587-е место среди 640 округов Индии и последнее место среди округов Гуджарата). Уровень грамотности взрослого населения составлял 76,8 %.